# Gyhum
Gyhum (niederdeutsch Jeem) ist eine Gemeinde im niedersächsischen Landkreis Rotenburg (Wümme) in der Samtgemeinde Zeven mit rund 2.400 Einwohnern.

## Geografie

### Geografische Lage
Gyhum befindet sich zwischen der Kreisstadt Rotenburg (Wümme) und der nördlich gelegenen Stadt Zeven in der Zevener Geest.

### Gemeindegliederung
Die Gemeinde besteht aus den Ortsteilen Bockel, Gyhum, Hesedorf, Nartum und Wehldorf.

## Geschichte

### Ortsname
Alte Bezeichnungen des Ortes sind 1219 Geihem, ohne Datierung Gygoem und im 18. Jh. Gihum.

Der Name Gyhum deutet auf die Gründung des Ortes in altsächsischer Zeit hin. Im Namen steckt vielleicht der altsächsische Personenname Gye oder Guy und das Wort hem = heim. Ein Altsachse namens Gye oder Guy könnte den Ort gegründet haben. Andererseits fehlt vor dem hem ein n oder s, wie es bei männlichen Personennamen zu erwarten wäre. Auch ein altisländisch ghei-gh oder geiga für seitwärts abschwenken oder gaigr für Schaden sowie das norwegische geiga für eine schiefe Richtung nehmen könnte für die Silbe Gyh interpretiert werden, vielleicht wegen der markanten Lage des Ortes am Fuße eines Hügels, der mit ca. 50 m Höhe in diesem flachen Gebiet auffällt.

### Mittelalter
Die Gegend um Gyhum war schon in urgeschichtlicher Zeit bewohnt. Funde stammen aus der mittleren Steinzeit (800–4000 v. Chr.) sowie aus der Bronze- und Eisenzeit. Die um 1000 Jahre alte Gyhumer Kirche ist eine der ältesten Kirchen zwischen Weser und Elbe. Sie wurde jedoch erst 1420 im Stader Kopiar erwähnt. Das um 1200 erwähnte Rittergeschlecht von Geihem benannte sich nach dem Ort und war vermutlich ein früher Inhaber des Gerichtes zu Gyhum. Später fiel der Besitz von Geihem an die stiftsbremische Ministerialen- und Adelsfamilie von Borch. Nach Iwan von Borch († 1502) erbte seine Nichte Ilse Margarethe die Güter. Ihr Mann Otto von Düring errichtete in Bokel einen selbstständigen Großhof. Die Reformation erfolgte im Ort um ca. 1525.
Gyhum gehörte im Mittelalter zum Erzbistum Bremen, seit 1648 zum schwedischen Herzogtum Bremen und seit 1715 zum Kurfürstentum Braunschweig-Lüneburg (kurz Kurhannover) bzw. seit 1814/15 Königreich Hannover.

### 17. Jahrhundert bis heute
Im Dreißigjährigen Krieg von 1618 bis 1648 wurden in Gyhum viele Gebäude zerstört. Die nachfolgende Armut konnte erst Anfang des 19. Jahrhunderts überwunden werden. Französische Truppen unter Marschall Richelieu lagerten im Siebenjährigen Krieg um 1757/58 im Camp de Gihum.
Am 12. April 1887 brannte das Pfarrhaus ab. Pastor Otto Pape erlag 14 Tage später seinen bei dem Brand erlittenen Verletzungen. Alle Dokumente, Aufzeichnungen und die Dorfchronik wurden durch das Feuer vernichtet. 1908 zählte Gyhum 376 Einwohner, 1947 waren es 734 Einwohner.
Schäden an Gebäuden mussten im April 1945 im Zweiten Weltkrieg hingenommen werden, als englische Truppen den Ort befreiten. Nach dem Krieg wurde Gyhum eine eigenständige Gemeinde.

### Eingemeindungen, Samtgemeinde
Am 1. März 1974 wurden im Rahmen der Kreisreform die Gemeinden Bockel, Hesedorf bei Gyhum, Nartum und Wehldorf eingegliedert. Diese wurde 1974 zur Erledigung ihrer Verwaltungsgeschäfte mit drei weiteren Gemeinden zur Samtgemeinde Zeven zusammengeschlossen.

## Politik

### Gemeinderat
Der Rat der Gemeinde Gyhum besteht aus 13 Ratsfrauen und Ratsherren. Dies ist die festgelegte Anzahl für die Mitgliedsgemeinde einer Samtgemeinde mit einer Einwohnerzahl zwischen 2001 und 3000 Einwohnern. Die Ratsmitglieder werden durch eine Kommunalwahl für jeweils fünf Jahre gewählt. Die aktuelle Amtszeit begann am 1. November 2021 und endet am 31. Oktober 2026.
Die letzten Gemeinderatswahlen ergaben folgende Sitzverteilungen:
| Partei | 2021 | 2016 |
| ------ | ---- | ---- |
| SPD    | 6    | 7    |
| CDU    | 6    | 6    |
| Grüne  | 1    | –    |

### Bürgermeister
Der Gemeinderat wählte das Gemeinderatsmitglied Lars Rosebrock (SPD) zum ehrenamtlichen Bürgermeister für die aktuelle Wahlperiode.

### Wappen
Blasonierung: Im grünen Feld, über schwarzem Schildfuß, wachsend die Gestalt der heiligen Margaretha in Silber mit goldenem Haar, goldener Krone und goldenem Heiligenschein in einer Kreislinie. In beiden Händen ein goldenes Stabkreuz haltend. Im schwarzen Schildfuß querrechtshin ein liegender Drache.

## Kultur und Sehenswürdigkeiten

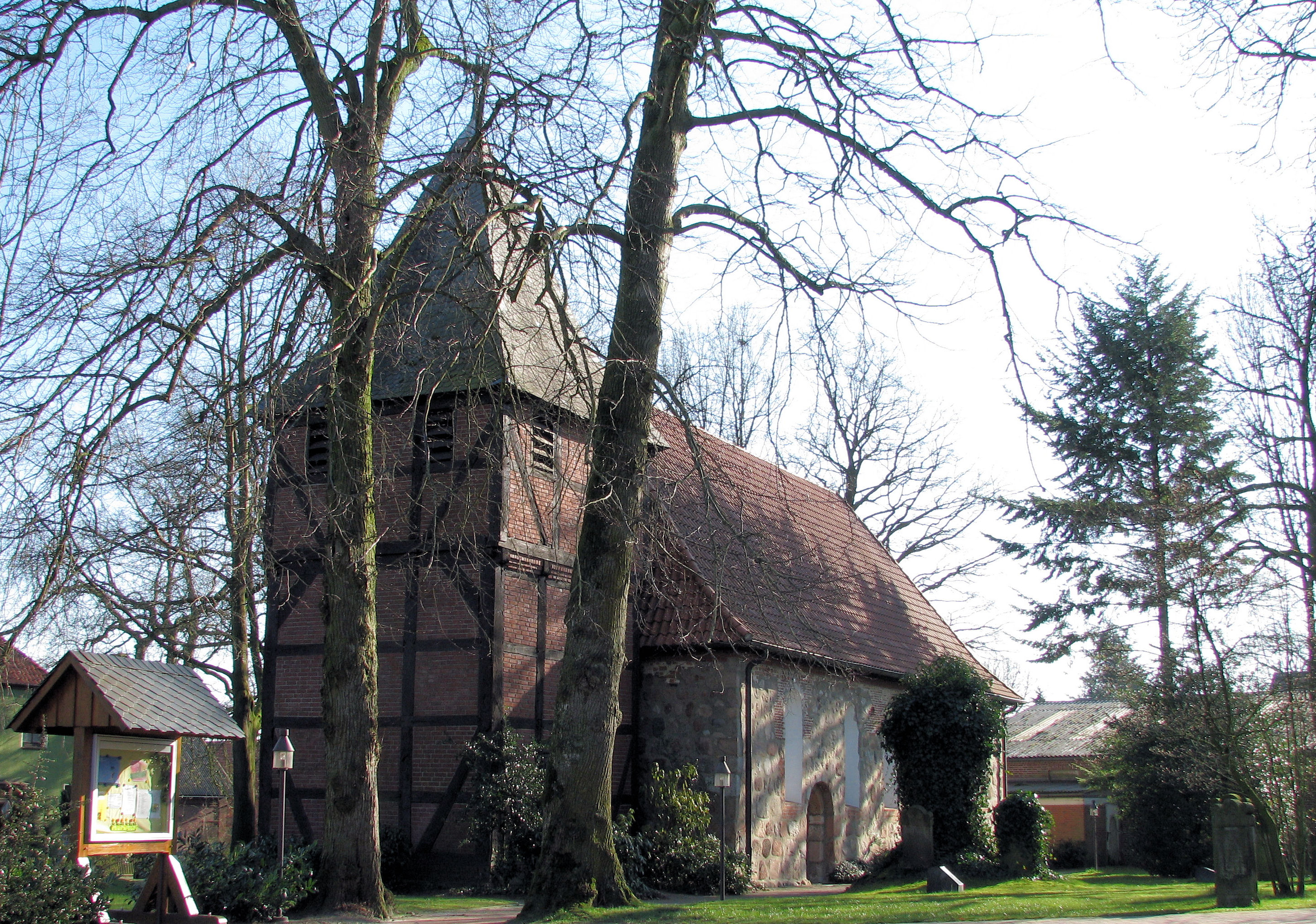
St. Margarethenkirche zu Gyhum

### Bauwerke
- St. Margarethenkirche, eine über 1000 Jahre alte romanische, einschiffige Feldsteinkirche, 1793 verlängert; Westturm vom 17. Jahrhundert in Fachwerk mit Zeltdach; Innen: Umlaufende, südliche Empore vom Anfang des 17. Jh., erste Orgel von 1894, Wappen der Familien von Marschalk und von Hammerstein.
- Wohn- und Wirtschaftsgebäude Bergstraße 30 von um 1780, ein Häuslingshaus als kleines Zweiständer-Hallenhaus in Fachwerk

### Regelmäßige Veranstaltungen
Jedes Jahr findet am ersten Wochenende im Juli das dreitägige Gyhumer Schützenfest statt. Daneben veranstalten der Sportverein, die Freiwillige Feuerwehr und der Schützenverein jährlich jeweils einen abendlichen Ball. Im Ortsteil Wehldorf gibt es die Diskothek Meyers Tanzpalast.
Die Kempowski-Stiftung Haus Kreienhoop führt im ehemaligen Wohnhaus des Schriftstellers Walter Kempowski in Nartum regelmäßig Konzerte und Literaturnachmittage durch.

## Wirtschaft, Verkehr und Infrastruktur

### Wirtschaft
Im Ortsteil Bockel befindet sich an der Autobahn-Anschlussstelle seit Mitte der 1990er Jahre ein Gewerbepark. Er ist Standort einiger namhafter Unternehmen geworden:
- Die Dat Autohus AG, ein großer Gebrauchtwagenhändler, hat dort ihren Hauptsitz.
- Die Fricke-Gruppe betreibt dort eine Niederlassung.
- Die Schnellrestaurant-Ketten McDonald’s, Kentucky Fried Chicken und Subway unterhalten Filialen.

Im Ortsteil Gyhum befindet sich das Median Reha-Zentrum Gyhum.

### Verkehr
Gyhum liegt in Nachbarschaft der Bundesstraße 71, der Bundesautobahn 1 und an der heute nur noch im Güterverkehr bedienten Bahnstrecke Bremervörde-Rotenburg (Wümme).

### Weitere Einrichtungen
- Kindergarten
- Stützpunktfeuerwehr mit einem Löschgruppenfahrzeug LF 8/6 und einem Mannschaftstransportfahrzeug
- Hausarztpraxis
- Tierarztpraxis

## Persönlichkeiten
- Walter Kempowski (1929–2007); der Schriftsteller lebte seit 1965 im Gyhumer Ortsteil Nartum.
- Sara-Ruth Schumann (1938–2014), nach 1992 stellvertretende Vorsitzende der Jüdischen Gemeinde von Niedersachsen und Vorsitzende der Jüdischen Gemeinde zu Oldenburg, wuchs in Bockel als Hedwig Abraham auf.
- Carl-Detlev Freiherr von Hammerstein (* 1938), Land- und Forstwirt in Bockel, Politiker der CDU und Bundestagsabgeordneter